# Guilly, Loiret
Guilly är en kommun i departementet Loiret i regionen Centre-Val de Loire strax norr Frankrikes mitt. Kommunen ligger i kantonen Sully-sur-Loire som tillhör arrondissementet Orléans. År 2022 hade Guilly 667 invånare.

## Befolkningsutveckling
Antalet invånare i kommunen Guilly
| Referens: INSEE |